# Boříkovy lapálie (seriál)
Boříkovy lapálie jsou československý televizní seriál vzniklý v produkci Československé televize, která jej také v roce 1973 vysílala. Čtyřdílná minisérie vznikla na motivy příběhů ze série Boříkovy lapálie spisovatele Vojtěcha Steklače, který také napsal scénář. Podle něj natočil seriál režisér Ludvík Ráža. Pojednává o partě dětí v čele s Boříkem, kteří zažívají různá dobrodružství. Podle boříkovských příběhů byly natočeny také seriály Ahoj, sídliště (1988) a Strašidla a spol. (1993).

## Příběh
Parta dětí, kterou vedle vedoucího Boříka tvoří také jeho kamarádi Čenda, Mirek a Aleš, zažívá různá dobrodružství ve městě. Jejich velkým protivníkem je třídní šprt Bohoušek.

## Obsazení
- Richard Medek jako Bořík
- Gustav Bubník jako Čenda
- Miloš Filipovský jako Mirek
- Josef Vytasil jako Aleš
- Roman Skamene jako Roman, Čendův bratr a pionýrský vedoucí
- Michal Horák jako Bohoušek
- Evženie Rážová jako Růženka

## Produkce
Seriál Boříkovy lapálie vznikl na základě popularity příběhů Vojtěcha Steklače, které ve stejnojmenné sérii vycházely v časopise Ohníček. Některé z nich se roku 1970 dočkaly knižního vydání. Scénář pro čtyřdílný seriál napsal sám Steklač, režíroval jej Ludvík Ráža. V hlavních rolích Boříka a jeho party se představili Richard Medek, Gustav Bubník, Miloš Filipovský a Josef Vytasil. Pro Československou televizi natočil seriál Krátký film Praha. Jeden díl byl natočen v roce 1972, zbylé tři roku 1973.
Hudbu složil Ladislav Simon.

## Vysílání
Minisérii Boříkovy lapálie uvedla Československá televize na I. programu v prosinci 1973. První díl měl premiéru 26. prosince 1973, v následujících dnech byly odvysílány další, takže poslední díl byl uveden 29. prosince 1973. Seriál byl zařazen do odpoledního vysílání, začátky jednotlivých dílů o délce od 35 do 50 minut byly v rozmezí od 15.30 do 16.05 hodin.

### Seznam dílů
| Č. v seriálu | Název           | Režie       | Scénář          | Datum premiéry    |
| ------------ | --------------- | ----------- | --------------- | ----------------- |
| 1            | Haraburďárna    | Ludvík Ráža | Vojtěch Steklač | 26. prosince 1973 |
| 2            | Rajská jablíčka | Ludvík Ráža | Vojtěch Steklač | 27. prosince 1973 |
| 3            | Tygr            | Ludvík Ráža | Vojtěch Steklač | 28. prosince 1973 |
| 4            | Detektivové     | Ludvík Ráža | Vojtěch Steklač | 29. prosince 1973 |

## Přijetí
Jiří Moc ve své publikaci Seriály od A do Z z roku 2009 uvedl, že humor Steklačových příběhů, který byl podstatnou složkou povídek, se autorům seriálu „podařilo přenést […] do televizní podoby docela přirozeně“.

## Související díla
Vojtěch Steklač napsal scénáře i k dalších dvěma seriálům s Boříkem a jeho kamarády: Ahoj, sídliště (vysílán 1988) a Strašidla a spol. (vysílán 1993).